# Apateu (okręg Satu Mare)
Apateu (węg. Dobrácsapáti) – wieś w Rumunii, w okręgu Satu Mare, w gminie Culciu. W 2011 roku liczyła 313 mieszkańców. 